# 6619 Kolya
6619 Kolya (1973 SS4) là một tiểu hành tinh vành đai chính được phát hiện ngày 27 tháng 9 năm 1973 bởi L. I. Chernykh ở Đài vật lý thiên văn Crimean.